# Karl Philipp Fischer
Karl Philipp Fischer  (* 5. März 1807 in Herrenberg; † 25. Februar 1885 in Winnenden) war ein deutscher Philosoph.

## Biografie
Karl Philipp Fischer wurde Privatdozent, dann außerordentlicher Professor der Philosophie in Tübingen, wirkte seit 1841 als ordentlicher Professor in Erlangen, von wo er 1876 nach Cannstatt übersiedelte, und starb in der Heilanstalt Winnenthal bei Winnenden.
Fischer gehört mit Christian Hermann Weiße und Immanuel Hermann von Fichte zu den Gründern der neuern Theistenschule, obgleich er nicht, wie Weiße, von Hegel, noch, wie Fichte, von seinem Vater, sondern von Schelling (in dessen späterer Periode) und dem Theosophen Franz Xaver von Baader angeregt worden ist.
Seit 1864 war er auswärtiges Mitglied der Bayerischen Akademie der Wissenschaften.

## Werke (Auswahl)
- Die Freiheit des Willens (Tübingen 1833);
- Wissenschaft der Metaphysik (Stuttgart 1834);
- Idee der Gottheit (Stuttgart 1839);
- Spekulative Charakteristik und Kritik des Hegelschen Systems (Erlangen 1845);
- Die spekulative Dogmatik des Dr. Strauß (Tübingen 1841–42, 2 Hefte);
- Grundzüge des Systems der Philosophie (Frankfurt 1845–55, 3 Bde.), sein Hauptwerk; ferner:
- Über die Unwahrheit des Sensualismus und Materialismus (Erlangen 1855);
- Über die Unmöglichkeit, den Naturalismus zum ergänzenden Teil der Wissenschaft zu machen (Erlangen 1854; gegen Johann Eduard Erdmann, der darauf mit einem Denkzettel, Halle 1854, antwortete);
- Zur hundertjährigen Geburtsfeier Baaders (Erlangen 1865)